# ブッチ・ジェームス
ブッチ・ジェームス（Andrew David "Butch" James、1979年1月8日 - ）は、南アフリカのラグビー選手。

## プロフィール
- ヨハネスブルグ出身。
- ポジションは主にスタンドオフであるが、センターでもプレイする。
- ニックネームはブッチ。

## 人物
南アフリカ代表（スプリングボクス）のメンバーとして活躍し、2012年に代表を引退した。
強靭な身体を使ったノーバインドタックルによる反則まがいのハードなプレイでシンビンになることもしばしばある。